# Martinskirche (Engelbostel)

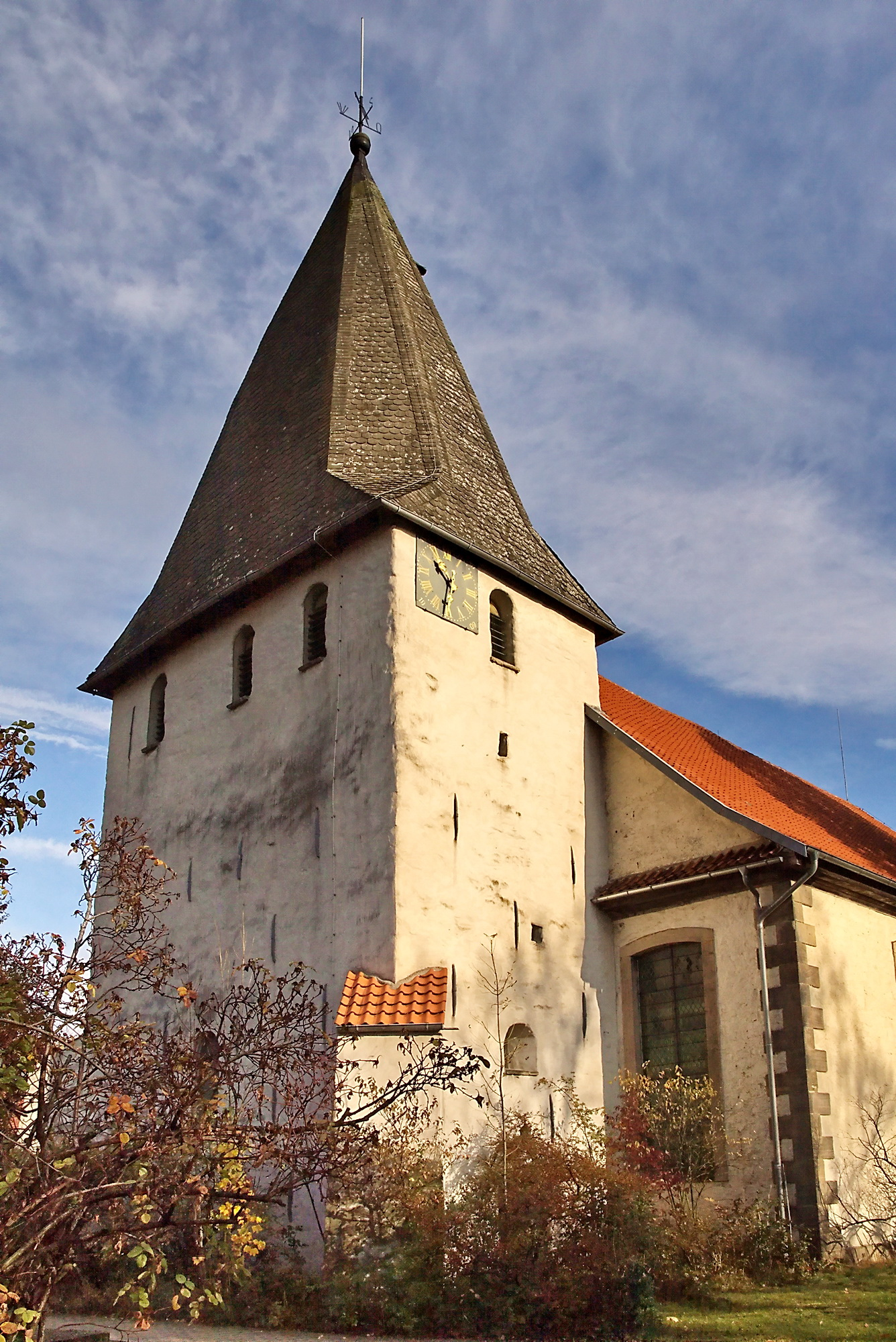
Die Kirche von Südwesten aus

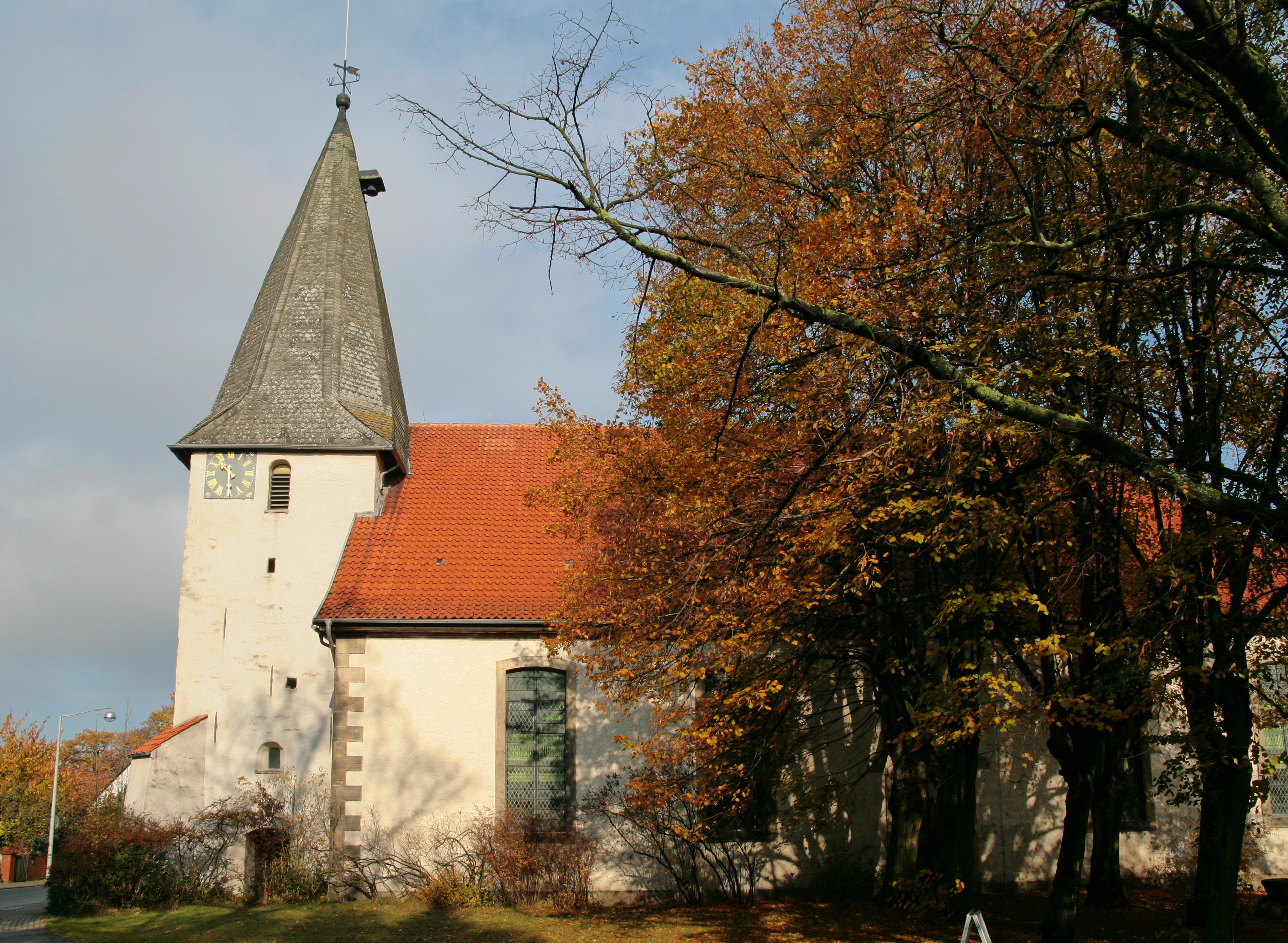
Die Kirche von Süden aus

Die Martinskirche ist eine evangelisch-lutherische Kirche im Langenhagener Ortsteil Engelbostel. Sie stellt ein Baudenkmal dar und gehört zum Kirchenkreis Burgwedel-Langenhagen.

## Geschichte und Aufbau
Die Martinskirche von Engelbostel gilt als Urpfarrei Nordhannovers. Bereits 1196 wurde in einer Urkunde eine Kirche in Engelbostel erwähnt, die von Konrad I., einem Grafen von Roden, dem Kloster Marienwerder geschenkt wurde. Tatsächlich gab es erste Kirchengebäude bereits im 9. Jahrhundert einige Meter weiter südlich, als das Gebiet noch zur Diözese Minden gehörte. Im 12. und 13. Jahrhundert wurden von dem damaligen Großkirchspiel Engelbostel erst die Parochien der Marktkirche, dann die Langenhagens abgetrennt.
1385 wurde das Gebäude, das damals zum Archidiakonat Pattensen gehörte, von Herzog Albrecht von Sachsen-Wittenberg und Lüneburg in einer Fehde gegen die Grafen von Mandelsloh vollständig zerstört. Das heutige Kirchengebäude, das vermutlich wie die Kirche St. Martini in Minden nach Martin von Tours benannt ist, wurde wahrscheinlich im 15. Jahrhundert errichtet, erst der 33 m hohe Kirchturm, bevor dann 1788 bis 1789 das Kirchenschiff neugebaut und zwei Strebepfeiler zusätzlich angebracht wurden. Damit ist die Engelbosteler Martinskirche das älteste noch erhaltene Bauwerk Langenhagens. Um 1540 wurde die Kirche reformiert. Zwischen dem 18. Jahrhundert und 1976 wurden schließlich alle Orte in der Kirchengemeinde Engelbosten umgepfarrt oder verselbstständigt.
Der Kirchturm besteht aus Bruch- und Raseneisenstein, das Schiff aus Bruchstein mit Eckquadern. Das in barockem Stil gebaute Kirchengebäude ist dreischiffig, hat eine umlaufende Empore, längs je fünf Segmentbogenfenster und ein Tonnengewölbe aus verputztem Holz. Im Mauerwerk sind verwitterte aus Grabsteinfragmenten bestehende Reliefs zu erkennen.
Die Kirche wurde im Zweiten Weltkrieg stark beschädigt und daraufhin 1952 hellgrau neu angestrichen. Auch 1959, 1965 und 1989, sowie 1993 wurde das Gebäude restauriert oder saniert und bei letzterer wieder auf den neugotischen Stil von 1894 zurückversetzt.
Der Kanzelaltar ist in barockem Stil mit ionischer Säulenarchitektur gestalten und wurde 1788 von einem Bildhauer namens Matern geschaffen. Die Orgel befindet sich seit 1880 in der Martinskirche, allerdings ist sie eine der ältesten Orgeln Hannovers. Das Stück wurde zwischen 1648 und 1660 von Adolf Funke und Adolph Compenius gebaut. In den Jahren 1826/27 fand im Zusammenhang mit einer Renovierung der Aegidienkirche auch ein grundlegender Umbau der Orgel durch den Lindener Orgelbaumeister Christian Bethmann statt. Das Rückpositiv wurde als Oberwerk in das Orgelgehäuse eingebaut, das Pedal wurde rechts und links vom Hauptwerk aufgestellt. Der Orgelprospekt wurde von 1826 bis 1827 von Georg Ludwig Friedrich Laves in Neugotik gestaltet. Die Orgel wurde erst Ende des 19. Jahrhunderts von der Aegidienkirche nach Engelbostel verkauft. Die Kirche hat drei Bronzeglocken und eine Uhrschlagglocke, welche bereits um 1300 gegossen wurde. Während die größte Bronzeglocke von 1651 stammt, sind die beiden kleineren von 1726 und 1782 erst seit 1959 im Turm, da ihre Vorgänger im Ersten Weltkrieg eingeschmolzen werden sollten und dabei verloren gingen.
Außerhalb der Kirche steht vor dem Haupteingang ein Steinkessel, der vermutlich seit romanischer Zeit als Taufe benutzt worden war, später jedoch als Viehtränke und Regenwasserbehälter diente. Seit Ende des 19. Jahrhunderts ist darin der Name E. Brecht eingraviert, der einem Pfarrerssohn gehörte, der sich zu verewigen müssen meinte. Dieser Sohn des Pfarrers Ernst Wilhelm Brecht war der später nach Kalifornien ausgewanderte Ernst Friedrich Johann Brecht (1855–1910).

## Pastoren seit der Reformation
Seit der Reformation der Kirche gab es 26 Pastoren in der Martinskirche.
1. um 1540: Jürgen [...]
2. bis 1576: Johann Borchers
3. bis 1625: Sebastian Lütken († 1625)
4. bis 1667: Georg Vilther († 1667)
5. bis 1672: Henricus Gisecke († 1672)
6. bis 1676: Hermann Hase († 1676)
7. bis 1717: Gottfried Kupfer (1638–1717)
8. bis 1735: Johann Christian Henke († 1735)
9. bis 1751: Heinrich Jakob Dedekind (1687/8–1751)
10. bis 1768: Christoph Salefeld († 1768)
11. bis 1770: Johann Hartwig Kleeberg (1714/5–1770)
12. bis 1790: Johann David Leopold Hornbostel (1730–1790)
13. bis 1818: Christoph Wilhelm Erdmann
14. bis 1822: Johann Karl Konrad Bötticher (1792–?)
15. bis 1854: Johann Georg Heinrich Wendeborn (1770–1854)
16. bis 1855: Hermann Franz Eduard Wendeborn
17. bis 1882: Ernst Wilhelm Brecht (1811–1882)
18. bis 1889: Georg Friedrich Konrad Hinrichs
19. bis 1930: Heinrich Karl Ludwig Häsemeyer († 1930)
20. bis 1949: August Friedrich Karl Voigts
21. bis 1974: Herbert Brünjes (1913–1975); und bis 1955: Gerhard Sondermann
22. bis 1985: Wolfgang Petrak (* 1945)
23. bis 1994: Manfred Schmidt (* 1952)
24. bis 2011: Lothar Podszus (* 1954)
25. bis 2023: Rainer Müller-Jödicke (* 1978)
26. seit 2024: Christoph Klöcker (* 1988)